# Giorgio Chiavacci
Giorgio Chiavacci (3 de julho de 1899 – 4 de março de 1969) foi um esgrimista italiano que participou dos Jogos Olímpicos de Verão de 1928, sob a bandeira da Itália.